# Michael Lerjéus
Michael Lerjéus (Skövde, 18 juni 1973) is een Zweeds voetbalscheidsrechter. Hij was in dienst van de FIFA van 2009 tot 2015. Hij leidde op 14 augustus 2013 zijn eerste en enige officiële interland: de Baltische ontmoeting tussen Estland en Letland (1-1). Lerjéus deelde in die wedstrijd vier gele kaarten uit en stuurde Aleksandr Dmitrijev (Estland) na twee gele kaarten in de 43ste minuut van het veld.

## Statistieken
| Seizoen | Competitie  | Duels | Kaarten    | Kaarten                                    | Kaarten     |
| Seizoen | Competitie  | Duels | Kreeg geel | Kreeg voor de tweede keer geel en dus rood | Weggestuurd |
| ------- | ----------- | ----- | ---------- | ------------------------------------------ | ----------- |
| 2006    | Allsvenskan | 2     | 2          | 0                                          | 0           |
| 2007    | Allsvenskan | 4     | 12         | 0                                          | 0           |
| 2008    | Allsvenskan | 21    | 46         | 0                                          | 0           |
| 2009    | Allsvenskan | 24    | 75         | 2                                          | 1           |
| 2010    | Allsvenskan | 26    | 67         | 2                                          | 3           |
| 2011    | Allsvenskan | 28    | 93         | 5                                          | 2           |
| 2012    | Allsvenskan | 24    | 71         | 0                                          | 2           |
| 2013    | Allsvenskan | 24    | 79         | 2                                          | 2           |
| 2014    | Allsvenskan | 22    | 73         | 4                                          | 1           |
| 2015    | Allsvenskan | 18    | 51         | 1                                          | 3           |